# رباعي برومو بيسفينول A
رباعي برومو بيسفينول A هو مركب بروم عضوي صيغته C15H12Br4O2، ويوجد في الشروط القياسية على  هيئة صلب أبيض / عديم اللون.
ينتمي المركب إلى فصيلة مثبط اللهب المُبَرْوَمة، وهو شائع الاستخدام في مجال تثبيط الحرائق.

## التحضير
يحضر هذا المركب من تفاعل مركب بيسفينول A مع البروم.

## الخواص
يوجد المركب في الشروط القياسية وفي الحالة النقية على هيئة صلب بلوري عديم اللون إلى أبيض؛ ولكن العينات التجارية منه تبدو صفراء، كما تحوي العينات التجارية منه على مزيج بدرجات مختلفة من البرومة.

## الاستخدامات
يستخدم رباعي برومو بيسفينول A بشكل شائع في مثبطات الحريق؛ وأنتج منخ حوالي 6.200 طن في أوروبا سنة 2004.